# ساویو (بازیکن فوتبال)
ساویو (فوتبالیست) (به پرتغالی: Sávio Bortolini Pimentel) هافبک اهل برزیل است که در شهر Vila Velha و در تاریخ ۹ ژانویهٔ ۱۹۷۴ به دنیا آمده‌است.
ساویو (فوتبالیست) در تیم‌های فوتبال فلامینگو ،باشگاه فوتبال رئال مادرید،بوردو،باشگاه فوتبال رئال ساراگوسا، فلامینگو و رئال سوسیداد سابقهٔ حضور دارد. این بازیکن همچنین در سال، ۱۹۹۴ – ۲۰۰۰ ۲۱ بار برای، تیم ملی فوتبال برزیل به میدان رفته‌است و طی این مدت ۴ گل به ثمر رسانده‌است.